# 梁逸朗
梁逸朗（英語：Leung Yat-Long），香港政治人物，屯門居民，曾為政治組織熱血公民成員，曾為田景社區主任。曾擔任熱血公民內閣成員，主理外事職務，曾經在網絡電台熱血時報擔任《熱血政治》、《大香港早晨》及《國立大台》的節目主持。

## 參與選舉

### 2019年香港區議會選舉
梁逸朗參選2019年11月24日舉行的區議會選舉，參選地區為田景，另外三位候選人分別是繼續角逐連任的時任議員兼屯門區議會副主席李洪森、代表民主派首次參選並獲得民主派區選聯盟支持的獨立民主派人士梁灝文和獨立人士雷美玉，結果以3,496票之差敗給梁灝文。

### 歷屆選舉結果
| 政党   | 政党       | 候选人    | 票数  | %     | ±      |
| ------ | ---------- | --------- | ----- | ----- | ------ |
|        | 獨立民主派 | ①. 梁灝文 | 4,254 | 52.60 | 不適用 |
|        | 熱血公民   | ②. 梁逸朗 | 758   | 9.37  | 不適用 |
|        | 獨立       | ③. 雷美玉 | 37    | 0.46  | 不適用 |
|        | 工聯會     | ④. 李洪森 | 3,038 | 37.57 | -25.90 |
| 多数票 | 多数票     | 多数票    | 1,216 | 15.04 | 不適用 |

## 經歷

### 在田景業主大會為居民發聲
田景邨業主立案法團就管理公司及清潔公司續約事宜，在2018年6月18日召開了業主大會，開會日期是管理公司及清潔公司的合約完結前14天。梁逸朗獲得業主授權代表出席業主大會，會上梁逸朗發言，批評法團在兩間公司的合約完結前兩星期才召開會議，時間太短業主沒有充足時間進行公開招標，尋找其他更合適的管理及清潔公司，而另一方面在選票上只有「贊成」及「反對」兩個選項，形成業主不得不就續約議案投下了「贊成」票。

### 良景市集管理良莠不齊
領展旗下物業屯門「良景市集」對開的小販夜市，2016年農曆新年期間管理員與小販及街坊發生暴力衝突事件，領展推說義務接管空地並非其管轄範圍，而夜市的管理員卻由良景市集主要承包商所聘請，夜市空地在承包商的說法是「義務托管」。2018年7月9日梁逸朗出席立法會小組委員會會議，批評房屋署出售公屋商場予領展後，不時出現業權不清的問題，當商場設施要進行管理或維修時，房署和領展經常互相卸責。另外，梁逸朗亦不滿領展變賣資產，視公屋商場為投資炒賣工具，無視市民需要，指政府不能逃避責任，要採取補救措施，抗衡領展霸權。 

### 關注青田遊樂場噪音問題
近年青田遊樂場常有曲藝團體在晚間發出噪音，附近居民告訴梁逸朗噪音造成嚴重滋擾。梁逸朗到達場地了解及進行問卷調查，發現康文署執法不力，外判保安員數目不足以及沒有能力執法，縱容噪音持續。梁逸朗要求康文署及相關部門加強執法，還居民寧靜社區。

### 重視屯門區內貧窮問題
政府統計處在「2017年香港貧窮情況報告」中指出，屯門區2017年的貧窮率為15.9%，屯門區的貧窮情況較為嚴峻。。梁逸朗在2019年4月2日應邀請出席立法會福利事務委員會特別會議，在會議上發言表示，由於法定最低工資水平僅每兩年檢討一次，加上 法定最低工資增幅相當輕微 ，按法定最低工資支薪的勞工變梳成為 "在職貧窮人士 "，特區政府有關當局必須檢討其有關扶貧措施對協助基層的成效。梁逸朗指出鑒於政府當局無權審批單程證的申請，每日有150人進入香港定居生活，對於當局所制訂的扶貧政策會有所負面影響。

### 保護受傷柴犬
2019年5月17日下午，一隻雄性柴犬於屯門良景邨衝出馬路以及闖入輕鐵路軌，之後跑入良景邨被梁逸朗發現，其後梁逸朗成功穩定柴犬發現其右腳受傷，於是將受傷狗隻送往屯門一間獸醫診所診治，梁逸朗透過社交平台發出帖文找尋狗主。

### 守護良景
2019年7月上旬，反對逃犯條例修訂草案運動持續，香港各區都出現滿佈彩色便條紙的「連儂牆」，7月30日晚上一名中年男子破壞位於良景巴士總站的連儂牆，梁逸朗和一眾街坊守望相助，試圖阻止。該名男子未幾即離去往新圍輕鐵站，離去時破口大罵。

## 資料來源與註釋
1. ↑  . 熱血時報. 2016-02-10  [2019-09-03]. （原始内容存档于2019-09-08）.
2. ↑  .   [2019-10-18]. （原始内容存档于2019-10-16）.
3. ↑  .   [2019-10-12]. （原始内容存档于2019-10-12）.
4. ↑   –www.facebook.com.
5. ↑   (PDF).   [2019-09-08]. （原始内容存档 (PDF)于2019-09-01）.
6. ↑  . 立場新聞. 2016-02-11.
7. ↑  . www.facebook.com.
8. ↑  .   [2019-09-08]. （原始内容存档于2019-05-23）.
9. ↑   (PDF).   [2019-10-21]. （原始内容存档 (PDF)于2019-10-21）.
10. ↑   (PDF).   [2019-10-21]. （原始内容存档 (PDF)于2019-10-14）.
11. ↑  . 晴報. 2019-05-17  [2019-10-18]. （原始内容存档于2019-10-18）.
12. ↑   –www.facebook.com.

## 外部連結
- 梁逸朗跟進屯門菠蘿山大火後情況
- 梁逸朗在旺角街站發表講話：不要迷信一國兩制可保護港人
- 網台節目熱血政治第918集:hidden agenda事件：社會失去彈性/時代的眼淚 梁逸朗
- 六月號《熱血社區》報 汲取「六四」教訓，反對「逃犯」修例